# Покус, Яков Захарович

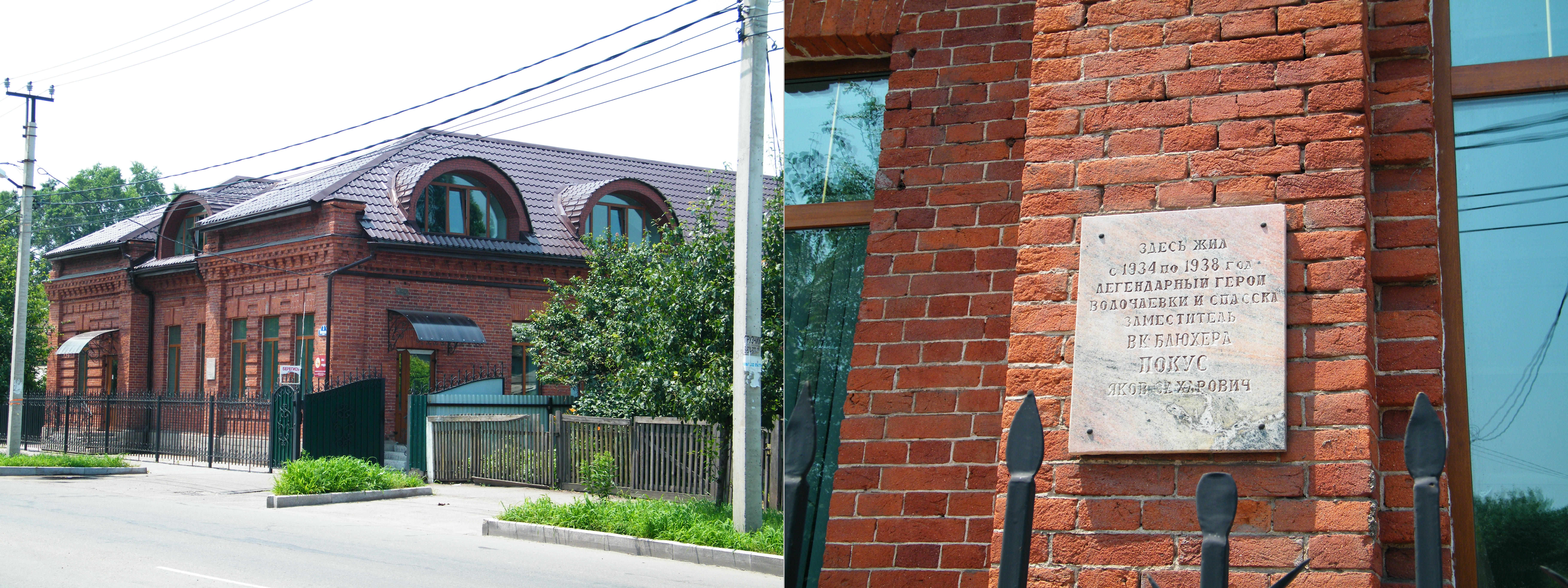
Дом комдива Покуса в Уссурийске

Я́ков Заха́рович По́кус (27 ноября 1894 — 18 сентября 1945) — советский военачальник, комдив (26.11.1935 г.). Член ВКП(б) с февраля 1919 года.

## Биография

### Молодые годы
Родился 27 ноября 1894 года в селе Сомовка, Константиградского уезда, Полтавской губернии (ныне Зачепиловского района Харьковской области, Украина) в крестьянской семье, украинец.
Окончил начальную школу в Сомовке и учительскую семинарию в Константинограде. Работал учителем 2-х классного начального училища в селе Староверовка.

### Первая мировая война
В 1914 году призван в армию. Служил в Москве рядовым 3-го гренадерского Перновского полка. В 1915 году окончил учебную команду при 193-м запасном батальоне и произведён в унтер-офицеры. В сентябре 1915 направлен в Виленское военное училище, после окончания ускоренного курса которого произведён в прапорщики. С февраля 1916 служил в Томске в 18-м Сибирском стрелковом запасном полку в должности младшего офицера, затем командира роты. В июле 1916 направлен в Действующую армию. Командовал ротой, в боях был ранен, за боевые отличия произведен в подпоручики. В начале 1917 служил в 611-м пехотном Кунгурском полку, командирован в Ораниенбаум на курсы командиров пулемётных команд при Офицерской стрелковой школе. С марта 1917 — младший офицер 1-го запасного пулемётного полка в Ораниенбауме. В составе полка в июле 1917 принял участие в революционном выступлении против Временного правительства. За участие в антиправительственном выступлении Офицерская стрелковая школа и 1-й запасной пулемётный полк были расформированы. Покус Я. З. в составе 50-й отдельной конно-пулемётной роты отправлен на фронт, сначала в 37-й армейский корпус 5-й армии, затем в 10-й армейский корпус 9-й армии. Участник боёв в Карпатах до ноября 1917 года. В конце 1917 года демобилизован. Последний чин в старой армии — подпоручик, последняя должность — выборный командир роты.

### Гражданская война
После демобилизации вернулся на родину, работал секретарём ревкома в Сомовке, учителем в селе Крутояровка.
В марте-апреле 1918 Украину оккупировали Германия и Австро-Венгрия. В июне Покус Я. З. был арестован гетманскими властями. Вскоре бежал из-под ареста, находился на нелегальном положении, затем принял активное участие в повстанческом движении. Сформировал партизанский отряд, наладил связь с подпольными ревкомами в Одессе, Харькове, с махновцами. Находясь в непрерывных боях с регулярными частями баварской армии, был начальником Ревпартштаба партизанских отрядов Полтавской и Екатеринославской губерний. В конце декабря 1918 года Покус Я. З. во главе партизанского соединения численностью около 11 тысяч человек вступает в ряды Украинской советской армии УССР:
- с 1 по 28 февраля 1919 — начальник штаба 3-й бригады 2-й Украинской стрелковой дивизии,
- с 28 февраля по 21 марта — начальник штаба и врио командира 2-й Отдельной бригады,
- с 15 апреля по 24 июня — начальник штаба 7-й Украинской стрелковой дивизии,
- с 24 июня по 6 июля 1919 — командир 1-й бригады 7-й Украинской стрелковой дивизии.

Принимал участие в боях с деникинцами. В начале августа 1919 был ранен, в сентябре 1919 снова в строю. Летом-осенью 1920 — на польском фронте.
В РККА Я. З. Покус командовал:
- 3-м полком Отдельной Башкирской кавдивизии (09.07 — 08.08.19),
- 369-м полком 41-й стрелковой дивизии (16.09 — 17.10.19);
- помощник начальника (18.10.19 — 02.04.20) и начальник штаба (14.05.20 — 01.01.21) 3-й бригады 41-й стрелковой дивизии,
- помощник командира 3-го полка 41-й Отдельной стрелковой бригады (01.01 — 11.03.21),
- начальник штаба 41-й бригады (17.03 — 22.06.21),
- врио командира 132-й бригады 44-й Киевской стрелковой дивизии (22.06 — 18.07.21).

С 1 ноября 1921 года Я. З. Покус — на Дальнем Востоке, в Народно-революционной армии (НРА) Дальневосточной республики:
- командир Сводной стрелковой бригады НРА (февраль — 11 марта 1922),
- командующий Восточным фронтом НРА (11.03 — 04.05.22),
- начальник Сводной стрелковой дивизии (4.05 — 13.07.22),
- помощник начальника штаба НРА (июль 1922 — 06.10.22),
- начальник 2-й Приамурской стрелковой дивизии (1922).

В феврале 1922 руководил штурмом Волочаевских позиций, в октябре 1922 — штурмом Спасска.

### Межвоенный период
1922—1925
- помощник командира 4-го стрелкового корпуса;

1925—1929
- начальник 22-й стрелковой дивизии;

1929—1938
- помощник начальника Управления Штаба РККА,
- комендант УР—101, Забайкальского УР,
- командир 43-го стрелкового корпуса,
- заместитель командующего ОКДВА по оборонному строительству.

#### Уголовное преследование
22.02.1938 — арестован, освобождён 18.02.1940.
После освобождения — старший преподаватель Военной академии Генерального штаба.
В октябре 1940 — комиссар стрелкового корпуса. Проживал в Чите.
Повторно арестован 03.10.1940 по обвинению в военном заговоре. Приговорён 16.07.1941 к 10 годам исправительно-трудовых лагерей и последующим 5 годам поражения в правах.
Умер 18.9.1945 в заключении, в Устьвымьлаге (Коми АССР).
Реабилитирован в 1956 году.

## Семья
Был женат дважды. Первая жена Ольга Алексеевна Покус. В этом браке у них родилось трое детей:
- 1. Галина Яковлевна Покус (1920—1995), в замужестве Яцук, до ухода на пенсию работала главным бухгалтером на мясокомбинате. Умерла в 1995 в Уссурийске.
- 2. Елена Яковлевна Покус (1923—2001), в замужестве Боброва, после окончания педагогического института работала учителем. Умерла в 2001 в Харькове.
- 3. Юрий Яковлевич Покус (1926—1942), умер в оккупации в 1942 г. в с. Сомовка, Украина. Смерть наступила из-за издевательств фашистов, подвесивших его вверх ногами за какой-то проступок.

После смерти Ольги Алексеевны в 1932, Яков Захарович женился во второй раз в 1933 на Александре Григорьевне Покус (1911), русская, домохозяйка. Его детям она стала мачехой. 1 марта 1938 арестована и 27 июля 1938 приговорена к 10 годам исправительно-трудовых лагерей. Освободилась в 1947 году. 28 апреля 1956 реабилитирована за отсутствием состава преступления.
После ареста Я. З. Покуса в 1938 и А. Г. Покус (Кривченковой) маленьких детей Елену и Юрия отправили в детдом, откуда их забрала к себе с. Сомовка отец Я. З. Покуса — дед Захарий Александрович Покус, а старшую Галину увёз в Уссурийск её будущий муж Василий С. Яцук, где в 1939 у них родилась дочь Галина, которую уже в 1940 Я. З. Покус увидел в Москве и немного понянчился перед вторым арестом.
У Я. З. Покуса выросли 2 внучки и 2 внука, есть правнуки и праправнучки. «Мы помним его славное прошлое. С уважением, первая внучка Я. З. Покуса Галина Васильевна Яцук (в замужестве Королева), проживающая в Уссурийске Приморского края».
Имел племянника Покуса Ивана Ивановича, служившего в 1954—1974 годах начальником Управления МВД в Харьковской области УССР.

## Награды
- орден Красного Знамени РСФСР — Приказом РВСР № 52 от 24.02.1922 г. как наштабриг-123 44-й стр. див.[4]
- орден Красного Знамени РСФСР — Приказом РВСР № 223 от 3.11.1922 г. как Комвойск НРА[4][5]
- орден Красной Звезды № 2389 — Постановлением ЦИК СССР от 15.08.1936 г.

## Сочинения
- Покус Я. З.. Штурм Волочаевки и Спасска. — М.: Воениздат, 1938.

## Память
- Именем Покуса Я. З. названы улицы в Хабаровске[6], Спасске-Дальнем[7].
- В Уссурийске на доме, в котором с 1934 по 1938 год жил Я. З. Покус, установлена мемориальная доска.